# Negação (filme)
Negação (em inglês:  Denial) é um filme de drama histórico de 2016, dirigido por Mick Jackson e escrito por David Hare, baseado na obra literária de Deborah Lipstadt History on Trial: My Day in Court with a Holocaust Denier. O filme dramatiza o caso Irving v Penguin Books Ltd, no qual Lipstadt, uma estudiosa do Holocausto, foi processada pelo negacionista do Holocausto David Irving por meio de uma ação de difamação. Fazem parte do elenco Rachel Weisz, Tom Wilkinson, Timothy Spall, Andrew Scott, Jack Lowden, Caren Pistorius e Alex Jennings.
Denial estreou no Festival Internacional de Cinema de Toronto em 11 de setembro de 2016. Teve ainda seu lançamento no cinema americano em 20 de setembro de 2016, no Brasil em 9 de março de 2017, e em Portugal a 30 de março de 2017.

## Sinopse
Deborah Lipstadt é uma professora, historiadora e especialista americana no Holocausto cujas afirmações foram questionadas por David Irving, um escritor simpatizante do nazismo. Ele resolve processar Lipstadt e a editora, por terem-no acusado de ser um negador do Holocausto. Resta a Lipstadt e a sua  defesa, liderada pelos advogados Anthony Julius e Richard Rampton, o dever de provar que Irving mentia sobre o Holocausto.

## O caso real
O processo movido por Irving contra a historiadora estadunidense Deborah Lipstadt e a editora Penguin Books concluiu que David Irving havia deliberadamente deturpado as evidências históricas para promover a negação do Holocausto. O tribunal inglês considerou Irving não só um ativo negador do Holocausto, mas também antissemita e racista, que "por suas próprias razões ideológicas, persistente e deliberadamente deturpou e manipulou as evidências históricas". Além disso, o tribunal considerou que os livros de Irving distorceram a história sobre o papel de Adolf Hitler no Holocausto para retratar Hitler de forma favorável.

## Elenco
- Rachel Weisz como Deborah Lipstadt
- Tom Wilkinson como Richard Rampton
- Timothy Spall como David Irving
- Andrew Scott como Anthony Julius
- Jack Lowden como James Libson
- Caren Pistorius como Laura Tyler
- Alex Jennings como sir Charles Gray
- Mark Gatiss como Robert Jan van Pelt
- Andrea Deck como Leonie
- Sally Messham como Meg
- John Sessions como professor Richard Evans
- Nikki Amuka-Bird como Lilly Holbrook
- Harriet Walter como Vera Reich

## Recepção da crítica
Denial teve uma boa recepção pela crítica e pela audiência. No website agregador de críticas Rotten Tomatoes, o filme foi positivamente avaliado por 82% das criticas produzidas, baseando-se em 153 resenhas, além de ter sido bem recebido por 71% dos usuários do site. O consenso entre os leitores do site é de que "Se Denial não faz uma completa justiça a sua incrível história, o filme chega perto de oferecer um satisfatório e impactante drama – além de outra poderosa atuação de Rachel Weisz."
Ademais, o filme ainda alcançou a pontuação 63 de 100 no Metacritic, levando em conta 34 críticas profissionais. Entre o público que frequenta o site, a nota atingida chegou a 6.3.

## Prêmios e indicações

### Indicações
BAFTA
- Melhor Filme Britânico: 2017